# Герб Таджикистану
Державний герб Таджикистану являє собою зображення стилізованої корони і півкола із семи зірок на ній у променях сонця, що сходить через гори, покритих снігом і обрамлених вінцем, складеним праворуч з колосся пшениці, ліворуч з гілок бавовнику з розкритими коробочками. Зверху вінець перевитий трисмуговою стрічкою, у нижньому секторі поміщена книга на підставці.
В основу державного герба Таджикистану покладено герб Таджицької РСР. Офіційно — Державний герб, хоча ця державна емблема не є геральдичною.

## Інтерпретація
На думку дослідника В. Саприкова «три виступи в короні, що зображені на гербі, позначають регіони республіки — Хатлон, Зарафшон, Бадахшон. Кожен з них окремо — це ще не країна. Лише об'єднані в єдине ціле представляють вони Таджикистан. Корона має ще один сенс: слово «тадж» в перекладі означає «вінець». У більш широкому розумінні поняття «таджики» може трактуватися як «халки тодждор», тобто народ-вінценосець. Інакше кажучи, корона відіграє роль об'єднувального елементу, без якого немає і не може бути певної держави».
В. Саприков вказує на те, що число «сім» (сім зірок) — священне, воно приносить щастя, дарує доброчесність. У таджицької народної традиції це ще й символ досконалості.
Нарешті, сонце, що сходить із-за гір, символізує настання життя, світла, а колосся пшениці — багатство країни.
Дослідник М. Ревнивцев у своїй власній інтерпретації державних символів Таджикистану звертається до релігії зороастризму, яка сягає своїми витоками до першої таджицької держави Саманідів IX-X століття і яка, як він стверджує, мала популярність серед таджицької інтелігенції і в роки Радянської влади, і користується досі.
На думку М. Ревнівцева, «корона», зображена в центрі державного прапора і у верхній частині герба Таджикистану, містить у собі три стилізовані зображення світильників — три священних незгасимі вогні, що є об'єктом релігійного поклоніння в зороастрійських храмах. Центральний елемент «корони» символізує світову гору Хара, що знаходиться в центрі Світу, а вигнута золота дуга в нижній частині емблеми уособлює «міст відплати» Чінват, на якому в «Судний День» Заратуштра буде відділяти душі праведників від грішників.
Сім золотих п'ятипроменевих зірок, згідно з М. Ревнівцевим, символізують одне з основних понять зороастризму — сім добрих духів Амеша Спента — іпостасі і найближче оточення верховного бога Ахура Мазда (Ормузда). Розташовані по дузі кола золоті зірки утворюють фарн — сонячне сяюче начало, божественний вогонь, його матеріальна еманація, аналог німбу в християнських святих.
21 сонячний промінь — тричі повторені групи з 7 променів — символізують три еманації Ахура Мазда з 7 добрими духами Амеша Спента.
Золоті гори з срібними вершинами — засніжені хребти Алайських, Заалайських гір і Паміру.
Пшеничне колосся — символ землеробства і осілого життя, дісталися, як і сонце, що сходить, від герба СРСР.

## Історичні герби
Після проголошення незалежності Таджикистану був прийнятий новий герб країни (24 листопада 1992 року), який являв собою зображення крилатого лева в променях сонця, що сходить через гори, обрамленого колоссям пшениці, перевитими трисмуговою стрічкою. Обрамлення вінчає корона із сьома зірками, розміщеними над нею півколом. У 1993 році цей герб був замінений сучасним.
У складі Радянського Союзу країна мала офіційну назву Таджицька Радянська Соціалістична Республіка (Таджицька РСР), і використовувала радянську державну символіку.

Герб Таджикистану (1992-1993 роки)
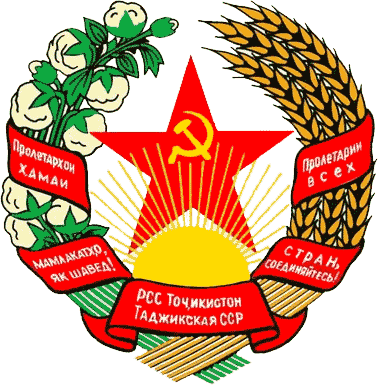
Герб Таджицької АРСР 1929 року